# Puente miodural

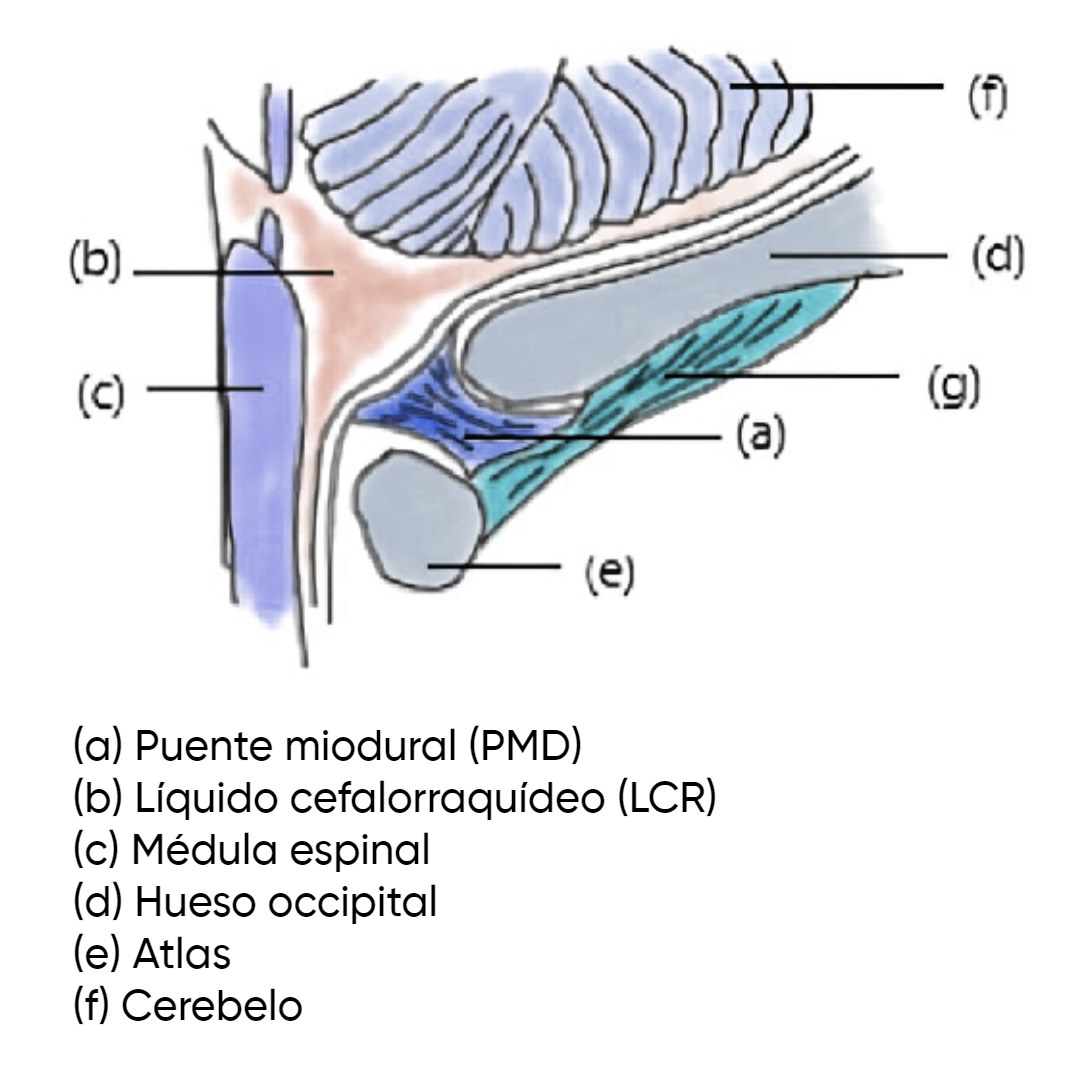
El puente miodural (a) con sus estructuras adyacentes

El puente miodural, también llamado ligamento miodural, es una estructura anatómica relevante debido a su papel en la biomecánica y fisiología del cuerpo humano.Se trata de un puente de tejido conectivo que se extiende entre la musculatura suboccipital y la duramadre espinal cervical, la membrana externa que envuelve la médula espinal. Es una conexión física entre los sistemas musculoesquelético, nervioso, y la circulación de líquido cefalorraquídeo. Su importancia ha sido subrayada por varios autores.
El puente miodural está formado principalmente por componentes musculares y tendinosos, Este puente se origina en las capas profundas de los músculos suboccipitales, específicamente en el músculo recto menor posterior de la cabeza y se extiende para unirse a la duramadre de la médula espinal cervical Esta conexión estructural forma una conexión continua desde la base del cráneo hasta la parte superior de la columna cervical. Estudios  recientes postulan la existencia y la importancia funcional del puente miodural en los mamíferos.
Esta estructura anatómica membranosa fue descubierta a mediados de los años 90. De acuerdo con los estudios forenses realizados, dicho ligamento tiene varios patrones de inserción aunque el consenso generalizado es que se adhiere primariamente al hueso occipital, al músculo recto posterior menor, al arco posterior del hueso atlas y a la duramadre.Recientemente se ha acuñado el término del "Complejo del puente miodural" postulándolo como una nueva estructura funcional

## Funciones fisiológicas
Entre sus funciones fisiológicas se cuentan la estabilización biomecánica de la articulación atlantooccipital y la duramadre, la regulación del líquido cefalorraquídeo, la mediación en la transducción de nociceptores, el monitoreo de tensión de la duramadre y la regulación sensoriomotora en la región cervical (coordinación de movimientos y percepción sensorial). El puente miodural también está involucrado en la transmisión propiocieptiva evitando obstrucciones del espacio subaracnoideo y la cisterna cerebromedular

## Patofisiología y relevancia clínica
El puente miodural  exhibe reciprocidades fisiológicas con los músculos suboccipitales, que incluyen el oblicuo capitis inferior (OCI), el recto capitis posterior major (RCPM) y el recto capitis posterior minor (RCPm), además de la membrana posterior atlantoocipital y varias estructuras meningovertebrales  lo que permite que el puente miodural pueda ejercer torque, tracción o acortamiento sobre la duramadre, generando una tensión anormal que puede resultar en protrusión de la cabeza. cefaleas y vértigos de origen cervicogénicos Anormalidades patomecánicas o fisiológicas del puente miodural pueden afectar el volumen sanguíneo en los senos cavernosos suboccipitales, conllevando desórdenes cognitivos asociados a disfunciones del LCR También se ha propuesto como un factor etiogénico en los síntomas asociados a la enfermedad por Arnold-Chiari tipo I.
El rol papel de la musculatura cervical posterior en el control sensoriomotor, el dolor cervicocéfalo y la estabilización de la médula espinal pasa por las interacciones biomecánicas y anatómicas con el puente miodural. Existen conexiones anatómicas de tejido blando que cruzan el espacio epidural cervical y vinculan la fascia muscular suboccipital con la duramadre. El puente miodural proporciona un anclaje pasivo y activo con la médula espinal. También está involucrado en el sistema de monitoreo de la tensión duramadre para prevenir pliegues durales y mantener la permeabilidad de la médula espinal. La modulación de la tensión duramadre puede iniciarse a través de un reflejo sensorial hacia los tejidos musculares contráctiles. Movimientos no anticipados, como lesiones de hiperflexión-extensión, estimulan los músculos suboccipitales profundos y transmiten fuerzas de tracción a través del puente miodural hacia la duramadre cervical.  